# 원자력 발전소

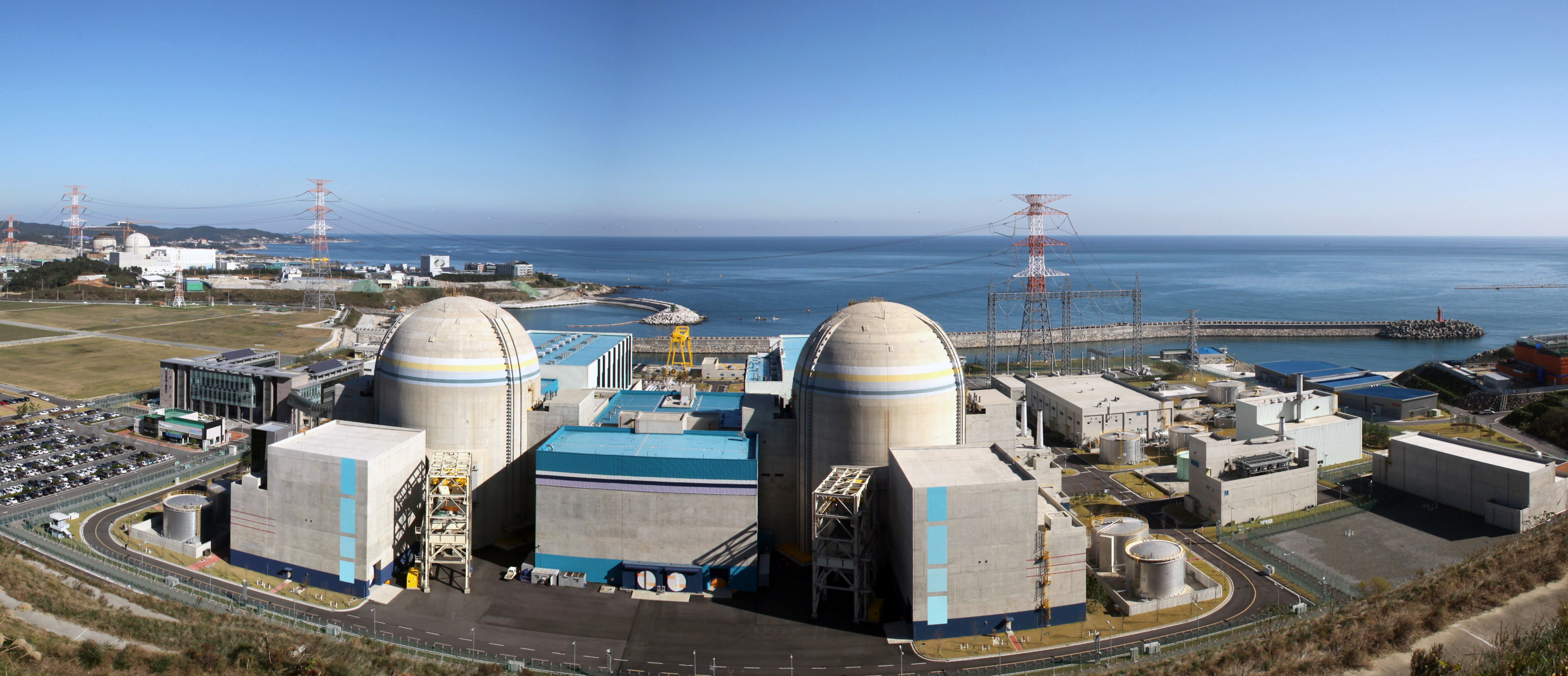
부산광역시의 고리 원자력 발전소

원자력 발전소(原子力發電所, 영어: nuclear power plant(NPP), nuclear power station) 또는 원전(原電)은 핵분열을 이용하여 발전하는 발전소이다. 구체적으로는 우라늄235 원자핵이 핵분열을 일으킬 때 방출되는 에너지를 이용, 발전기를 돌려 전력을 생산하는 시설을 갖춘 곳이다.
물을 끓여 생성되는 수증기를 이용해서 터빈을 돌려 전기를 생산한다는 점에서는 화력이라든가 열병합 방식하고 기본 원리는 유사하지만, 화력 발전소의 경우 석탄, 가스, 석유 등의 화석연료를 사용하고, 열병합 발전의 경우 쓰레기를 소각해서 물을 끓이는 반면, 원자력 발전에서는 핵분열에서 나오는 에너지를 이용해 물을 끓인다는 점에서는 발전 방식만 다르다. 이에 화력발전은 온실가스의 배출이 많은 반면, 원자력 발전은 온실가스의 배출이 거의 없어 친환경에너지라고 한다. 
현재 사용되는 연료로는 우라늄 235를 농축시킨 농축 우라늄과 천연 우라늄 등을 사용한다. 현재는 플루토늄을 우라늄과 같이 혼합한 혼합 산화물 연료(MOX 연료)가 시험 중에 있다.

## 역사
19세기 들어서면서 원소의 주기율표와 원자모형에 대한 이론이 발전하면서 물질의 구조에 대한 과학적 지식이 축적됐다. 이와 더불어 핵분열 전후에 발생하는 원자핵의 무게 차이, 즉 결손된 질량만큼 에너지가 발생하게 되는걸 발견하게 된다. 핵분열 에너지의 원리가 밝혀지자 원자력 관련 기술 개발에 불이 붙게 되었다.
핵분열 방식을 이용한 전력생산은 1948년 9월 미국 테네시주 오크리지에 설치된 X-10 흑연원자로에서 전구의 불을 밝히는 데에서 시작되었다. 그리고 1954년 6월에 구 소련의 오브닌스크에 건설된 흑연감속 비등경수 압력관형 원자로 발전소는 세계 최초로 대규모 전력 생산을 목적으로 하는 원자력 발전소로 지어졌으며, 최초의 상업용 원자력 엉더이로를 사용한 영국 셀라필드 원자력 단지에 위치한 콜더 홀(Calder Hall) 원자력 발전소로, 1956년 10월 17일 상업 운전을 시작하였다.

## 현황
2016년 11월을 기준으로, 전 세계에는 448기의 발전로가 있고, 58기의 발전로가 건설 중에 있으며, 세계의 전력공급량의 약 15%를 원자력이 담당하고 있다. 신규 원전건설 대상 노형도 대부분이 경수로형인 것으로 나타나 있으며, 2030년까지도 경수로가 주력 원전으로서 역할을 지속할 것으로 전망된다.

## 주요 사고

### 스리마일 사고
1979년 3월 28일, 스리마일섬 원자력 발전소에서 운전원의 조작 부주의로 인하여 냉각수의 공급이 중단되어 노심용융 사고가 발생했다. 불행 중 다행히도 원자로 주위에 두꺼운 차폐막에 격납용기가 둘러싸여져 있었으며, 중성자 감속재로 물을 사용한 탓에 피해 규모를 최소화 할 수 있었다. 비상 노심 냉각 장치가 자동으로 작동했기 때문에 체르노빌보다는 피해 규모가 적긴 했지만, 원자력 종주국으로서의 이미지에 먹칠을 한 꼴이 되고 말았다. 

### 체르노빌 사고
1986년 4월 26일 소비에트 연방의 체르노빌 원자력 발전소의 경우, 가동 실험 중 원자로를 제어하지 못하는 상황이 발생하여 노심용융이 발생했다. 
체르노빌 원자력 발전소의 기종인 RBMK에는 스리마일하고는 달리 두꺼운 차폐막에 격납용기가 없었으며, 중성자 감속재로 흑연을 사용한 것이 피해를 부추긴 요인이 되었다. 당시 운전원들이 실험을 하기 위해 비상 노심 냉각 장치를 일부러 꺼놓은 상태였기 때문에, 스리마일 사고보다 피해가 훨씬 더 컸다. 
당시 원자로 화재를 진압하기 위해 헬기로 원자로 주위에 콘크리트를 붓고 액체질소를 사용하여 진압하는 등, 갖은 수단과 방법을 모두 동원했는데도 불구하고, 화재진압에만 무려 14일이 걸렸다.  당시 사태수습에 나섰던 공익 근무 요원과 군인, 화재진압에 나섰던 소방대원들까지 모두 핵물질에 피폭되어 사망하고 말았다. 게다가 프리피야트 등 5만여 명의 현지 주민들은 키예프로 강제 이주 되어 집하고 건물들은 핵물질 오염 때문에 모두 유령마을로 방치된 탓에 붕괴 위험에 노출되어 있으며, 화재 진압에 사용되었던 헬기 등 군장비 등도 마찬가지로 우크라이나 벌판에 방치되어 있다.

### 후쿠시마 사고
2011년 3월 11일, 동일본 지역을 중심으로 발생한 대지진과 쓰나미로 7등급 원자력 발전소 사고가 일어났다. 10만 명 이상의 피난주민이 발생했으며, 발전소 반경 20km 이내 피난구역에 살던 주민들은 이주했다.

## 전기에너지 공급
원전에서 만들어낸 전기는 방출에너지를 발전기로 전기로 바꾸어 송전탑으로 간다. 송전탑에서 전선을 이용해 원전과 가까운 지역의 먼 변전소까지 가서 변전을 하여 전봇대의 전선으로 건물 전등이나 가로등 같은 전기 설치물까지 송전하여 우리가 사용하는 전기제품의 에너지가 되는 것이다. 기타 자세한 내용은 전기 에너지 공급 참조.

## 종류
원자력 발전소의 원자로는 크게 3종류가 있으며, 핵융합로를 제외한 열반응로와 증식로가 현재 발전에 사용되고 있다.
- 중성자가 일으키는 연쇄반응으로 열을 내는 열반응로
- 플루토늄을 연료로 쓰는 증식로
- 삼중수소, 혹은 중수소를 연료로 쓰는 핵융합로 - 현재 개발 중

## 구조
원자력발전소는 원자로와 터빈발전기 등의 핵심시설이 배치된 하나의 대형 구조물과 외부의 보조시설로 구성된다. 가압경수형 원자력발전소는 원자로격납건물, 원자로보조건물 및 터빈건물로 이루어진 발전소 건물과 외부의 보조시설인 복합건물, 수처리건물, 비상발전기건물, 취수건물 및 냉각수 보관탱크들로 구성된다.
- 원자로 격납건물 : 두꺼운 철근콘크리트 건물로, 내부의 정중앙에는 원자로가 위치한다. 만일의 사고 시 방사성 물질의 외부 누출을 방지하는 최후방벽 역할을 한다.
- 원자로 용기 : 핵연료를 장전하여 연쇄적인 핵분열반응이 일어나도록 하는 탄소강 재질의 금속 압력용기이다.
- 증기 발생기 : 원자로에서 전달된 열을 이용하여 2차계통의 냉각수를 가열하여 증기를 발생시키는 장치이다.
- 냉각재 펌프 : 원자로 냉각재를 순환시키고 가압기는 계통의 압력을 유지하고 조절한다.
- 원자로 보조건물 : 냉각재 계통의 운전을 지원하는 모든 보조계통들이 배치되는 격납건물 외부의 콘크리트 건물이다.
- 냉각탑 : 원전이 강이나 호수 옆에 설치되어 있는 경우 많은 양의 냉각수를 확보하는 것이 어렵다. 그런 대안으로, 설치되어 있는 것이 바로 냉각탑인데, 원자로의 열을 식히고 나서 그 냉각수의 열기를 순환시켜 재사용하는 설비다. 우리나라 모든 원전은 해안가 옆에 위치해 있어서 바닷물을 냉각수로 끌어다 사용하기 때문에 이런 냉각탑이 없다.

원자력발전소를 설계할 때는 동일 기능을 수행하는 기기나 계통들은 서로 다른 작동 원리를 갖도록 하거나, 물리적으로 분리하여 배치함으로써 다중영향 사건(화재 등)이 발생했을 때 설비들이 동시에 기능을 상실할 가능성을 최소화하도록 설계한다. 동일한 원인으로 인해서 2개 이상의 기기나 설비가 동시 또는 짧은 시간 내에 고장이 나거나 기능을 수행하지 못하는 경우를 '공통원인고장'이라고 하는데, 이런 현상은 주로 부식‧피로‧마모와 같은 기기 내부의 원인, 보수‧시험 중의 인적실수, 보수‧시험 등을 위한 절차서의 결함, 부적절한 설계 및 설계상의 오류, 습기‧온도‧진동 등과 같은 환경적 요인으로 발생한다.

## 농축
천연 우라늄은 99 %의 우라늄 238과 0.7 %의 우라늄 235를 포함하고 있다. 우라늄 238은 핵분열시키기 어려우므로 중수로를 제외한 다른 원자로들은 천연 우라늄을 농축하여 우라늄 235의 비율을 높이는 과정인 농축 과정이 필요하다.

## 원전 안전성[2]

### 원전의 기본안전 원칙
원자력 발전소는 안전의 관점에서 중요하게 다루어야 할 2가지의 특징적인 요소를 갖는다. 하나는 에너지의 생성과정에서 방사성물질이 발생하는 것이며, 다른 하나는 원자로가 정지된 이후에도 핵연료에서 방사성핵종의 붕괴에 의한 붕괴열이 오랜 시간 동안 발생한다는 것이다. 따라서 원자로의 반응도 제어, 핵연료의 냉각, 방사성물질의 격납은 원전의 3가지 기본안전기능으로 분류하고 있으며, 심층방어 개념에 따라 원자로보호계통과 공학적안전설비의 설치를 통해 이러한 안전기능을 수행하게 된다.
국제원자력안전그룹(INSAG)은 1999년 <INSAG-12> 보고서<원전의 기본안전원칙>에서 원전 안전성 확보에 관한 이해를 돕기 위한 체계를 제시하였다. 이는 원전의 3가지 안전목표, 안전관리에 관한 3가지 원칙, 심층방어에 관한 3가지 원칙, 그리고 9가지 기술적인 원칙들로 구성된다.

#### 원자력안전목표
1. 일반원자력안전목표 - 원전에 효과적인 방어책을 수립, 유지함으로써 개인과 사회, 환경을 보호할 것

1. 방사선방호목표 - 정상운전에 의한 방사선영향은 제한치 이내에서 합리적으로 낮추고 사고에 의한 영향의 완화를 보장할 것

1. 기술안전목표 - 사고를 예방하고, 만약의 사고 시에도 설계에서 영향이 없도록 하며, 중대사고 발생 가능성을 극히 낮음을 보장할 것

- 안전관리 원칙 : 안전문화, 운영조직의 책임, 규제 및 검증
- 심층방어 원칙 : 심층방어, 사고예방, 사고완화
- 일반기술원칙 : 입증된 공학의 활용, 품질보증, 자체평가, 상호검토, 인적요소, 평가 및 검증, 방사선방호, 운영경험 및 안전연구, 운전 우수성
- 세부원칙 : 부지선정, 설계, 제작과 건설, 시운전, 운전, 사고관리, 해체, 비상대응

한편, 국제원자력기구(IAEA)가 발간한 안전기준문서 <원전의 안전: 설계(SSR-2/1, 2012)>및 <원전의 안전: 운전(SSR-2/2, 2011)>은 원전의 안전설계와 안전운전을 위한 제반 안전기준을 명시하고 있다. 이들 안전기준은 <INSAG-12>에서 제시한 내용을 토대로 하여 수립된 것으로 다음과 같은 주요 내용을 담고 있다.
| 원전의 안전 설계 | 경영시스템 수립과 이행, 입증된 공학적 관행의 준수, 운전경험 및 연구결과의 반영, 기본안전기능의 수행, 설비의 등급분류, 기기검증, 계통 및 기기의 신뢰도, 인적요소의 반영, 방사선방호, 안전성평가   |
| 원전의 안전 운전 | 경영시스템 수립과 이행, 운전 제한치 및 조건의 준수, 운전절차서 구비 및 준수, 보수‧시험‧점검 및 검사 프로그램 수립과 이행, 노화관리 프로그램 수립과 이행, 종사자의 훈련과 자격, 주기적 안전성평가 |

한편, 가동중인 원전에 대하여 매 10년 주기로 원자력발전소의 안전성을 종합적으로 평가하는 주기적안전성평가(PSR, Periodic Safety Review)를 도입하고 원전 운영국에 이 제도를 시행하도록 권고했다. 대한민국은 IAEA의 권고를 받아들여, 2001년 1월 원자력법을 개정하여 주기적 안전성평가를 수행해 오고 있다.

### 주기적 안전성평가
주기적 안전성평가에서 다루는 주요 평가 항목은 최초 12개 항목이었으나 2014년 2개 항목이 추가되어 1)원자로시설의 설계에 관한 사항, 2)안전에 중요한 구조물·계통 및 기기의 실제 상태에 관한 사항, 3)결정론적 안전성분석에 관한 사항, 4)확률론적 안전성평가에 관한 사항, 5)위해도 분석에 관한 사항, 6)기기검증에 관한 사항, 7)경년열화(經年劣化: 시간경과 또는 사용에 따라 원자력발전소의 계통·구조물·기기의 손상을 가져올 물리적 또는 화학적 과정을 말한다)에 관한 사항, 8)안전성능에 관한 사항 9)원자력발전소 운전경험 및 연구결과의 활용에 관한 사항, 10)운영 및 보수(補修) 등의 절차서에 관한 사항, 11)조직·관리체계 및 안전문화에 관한 사항, 12) 인적 요소(원자로의 운전에 필요한 구성인원 등의 상태에 관한 사항을 포함한다)에 관한 사항 13) <원자력시설 등의 방호 및 방사능 방재 대책법> 제20조에 따른 방사선비상계획에 관한 사항, 14) 방사선환경영향에 관한 사항 등 14개 항목에 대한 평가를 수행하고 있다.

### 안전설비 설계원칙
- 다중성 : 발생할 수 있는 기기 또는 계통의 고장에 대비하여 안전기능의 수행에 필요한 수량보다 여유있게 기기 또는 계통을 설치하는 것이다.
- 다양성 : 기기나 계통이 다중성을 확보하더라도 작동 원리가 같을 경우 공통원인고장에 의하여 한꺼번에 작동이 되지 않을 수 있으므로, 작동원리가 서로 다른 기기나 계통을 설치하는 것이다. 예로써 보조급수계통을 전동기구동 급수펌프와 증기터빈구동 급수펌프로 설치하여, 전원이 상실되더라도 작동원리가 다른 증기터빈구동 급수펌프는 그 기능을 수행할 수 있도록 설계하는 것이다. 또한 원자로정지를 위하여 원자로 제어봉의 삽입과 이와 작동 원리가 전혀 다른 중성자흡수체인 독물질의 주입을 위한 설계를 하는 것이다.
- 독립성 : 어느 한 기기 또는 계통의 사고가 동일한 기능을 수행하는 다른 계통 또는 기기에 영향을 미치지 않도록 물리적, 전기적으로 상호 분리되도록 설계하는 것이다. 화재, 홍수 등의 외적 요인으로 동시에 기능을 상실하는 가능성을 방지하기 위하여, 설비 간에 충분한 거리를 유지하거나 차단벽을 설치하여 물리적으로 격리하는 것이다. 또 다중성 개념으로 설치된 계통이나 기기에 각각 별개의 독립된 전원을 공급하도록 설계한다.
- 고장-안전성 : 계통이나 기기가 고장이나 전원상실 등으로 그 기능을 상실했을 경우 외부에서 특별한 조치가 없어도 자동적으로 안전에 유리한 상태로 작동되게 설계하는 것이다.
- 연동장치 : 일부 계통과 기기는 미리 설정한 조건에서만 작동하도록 하여 운전원의 오작동 등에 의한 사고의 발생가능성을 배제할 수 있도록 설계하는 것이다.

### 안전성 기술 - 심층방어 또는 다중방어[5]
심층방어(defence in depth)는 원자력시설의 안전성을 확보하기 위한 기본 개념으로서, 원자력 시설의 사고나 재해로부터 대중 및 환경을 보호하기 위하여 여러 단계의 다중화된 방어수단을 구비하는 전략을 의미한다.
심층방어는 원래 군사용어로, 최전선에서 후방에 이르기까지 다단계의 방비 대책을 마련한다는 의미이며, '다중방어' 또는 '다층방어'라고도 한다. 어떤 단일한 인적오류 또는 기계적 고장이 발생하더라도 발전소와 방벽 자체에 대한 손상을 방지함으로써 방벽들을 보호하고, 다중고장에 의한 사고 발생 가능성을 극히 낮추게 된다. 일반적으로 다중방벽은 5개의 물리적 방벽을, 다단계 방호는 5단계 방호전략을 지칭한다.
- 다중방벽 : 심층방어를 구현하기 위해 방사성 물질이 외부 환경으로 유출되는 것을 방지할 수 있도록 여러 겹의 물리적 방벽을 설치한 것을 의미한다. 이러한 방벽의 구체적인 설계는 방사성 물질의 특성이나 정상운전에서 벗어나 방벽을 손상시킬 수 있는 개별 원자로의 특성에 따라 달라진다. 일반적으로 경수형 원전에서 물리적 다중방벽은 핵연료 펠릿(제1방벽), 핵연료피복재(제2방벽), 원자로냉각재 압력경계(제3방벽), 격납건물 내부철판(제4방벽), 격납건물(제5방벽)로 구성된다. 제한구역으로 설정된 지역은 물리적인 방벽은 아니지만, 일반인의 거주가 허용되지 않는 의미에서 가상의 방벽 역할을 수행하는 것으로 생각할 수도 있다. 물리적 다중방벽은 연속적으로 방사성 물질을 제한하는 수단을 제공하며, 이들이 손상되지 않고 제 기능을 수행할 수 있을 경우에만 운전이 허용된다. 5개의 물리적 다중방벽들 중에서 어느 하나라도 건전성을 유지하면 방사성물질의 대량 외부유출은 발생하지 않는다. 그러나 아무리 많은 방벽을 갖추고 있더라도 방벽의 건전성을 절대적으로 보장할 수 없음을 인식하는 것이 중요하다. 따라서 물리적 방벽의 각각은 충분한 여유도를 가지고 보수적으로 설계하고, 방벽에 영향을 미칠 수 있는 발전소의 운전변수들을 제어 및 감시함으로써 그 건전성을 지속적으로 유지해야 한다.
- 다단계 방호 : 발전소가 정상상태에서부터 심각한 사고 상황에 이르기까지 단계별 예방 및 완화를 위한 목표와 이를 달성하기 위한 수단을 제시하는, 심층방어의 구체적인 이행전략을 의미하는 개념이다. 다음표는 IAEA의 국제원자력안전그룹(INSAG)에서 제시한 다단계 방호의 개념, 5단계이다.

| 단계  | 운전상태                 | 목표                                                                | 핵심 수단                        |
| ----- | ------------------------ | ------------------------------------------------------------------- | -------------------------------- |
| 1단계 | 정상운전                 | 비정상상태와 손상의 방지                                            | 수적인 설계, 고품질 건설 및 운전 |
| 2단계 | 예상된 운전사태          | 비정상상태의 제어와 손상의 탐지                                     | 제어 및 보호계통, 감시설비       |
| 3단계 | 설계기준사고             | 설계기준 이내로 사고를 제어                                         | 공학적 안전설비 및 비상운전절차  |
| 4단계 | 설계기준초과 및 중대사고 | 심각한 발전소 상태의 제어 - 사고 진전의 방지 - 중대사고 결과의 완화 | 추가적 안전설비 및 사고관리      |
| 5단계 | 중대사고 후 상태         | 방사성물질의 대량방출에 의한 방사선 피해의 완화                     | 소외 비상대응                    |

### 안전성 기술 - 공학적 안전설비
공학적 안전설비는 원자력 발전소에 사고가 발생할 때, 원자로를 정지시키고, 안전정지 상태를 유지하며, 방사성 물질이 외부 환경으로 유출되는 것을 방지하는 안전기능을 수행하는 설비이다. 기능에 따라 크게 비상노심냉각계통, 격납건물계통, 보조급수계통, 주제어실 거주성계통, 핵분열생성물 제거 및 제어계통으로 구분할 수 있다. 대한민국의 표준형 원전의 경우 비상노심냉각계통은 고압안전주입계통, 저압안전주입계통, 안전주입탱크, 재장전수탱크로 구성되며, 격납건물계통은 격납건물 살수계통, 가연성 기체제어계통, 격납건물 격리계통으로 구성된다. 보조급수계통은 전동기구동 및 터빈구동 펌프로 구성되며, 주제어실 거주성계통은 주제어실 비상공기조화계통 및 방사선감시계통으로 구성된다.
안전설비는 능동안전계통과 피동안전계통으로 구분되는데, 능동안전계통은 안전기능을 수행하기 위해 기계적 움직임을 수반하며, 피동안전계통은 기계적 움직임 없이 중력, 축적된 가스 압력, 자연대류 등의 자연법칙에 의해 안전기능을 수행한다. 제3세대 원전까지는 능동안전계통에 의해 원전의 안전성을 확보하였으나, 제3세대 이후 원전은 대부분 피동안전계통으로 원전의 안전성을 확보하고 있다.

### 안전성 기술 - 안전해석
안전해석은 원자력 발전소에서 일어날 수 있는 잠재적 재해를 평가하여 안전기준의 충족 여부를 확인하는 해석으로서, 안전해석코드를 이용한다. 안전해석은 크게 결정론적 안전해석과 확률론적 안전해석으로 구별되는데, 원전안전성평가는 결정론적 안전해석으로 수행되며, 확률론적 안전해석은 보조수단으로 활용된다. 안전해석코드 개발, 운용 및 검증 기술은 원전안전성평가의 핵심기술이다.
- 결정론적 안전해석 : 원자력 발전소에서 발생할 수 있는 사고의 현상 및 진행 과정을 물리적으로 계산, 분석하여, 발전소의 설계가 안전하고 사고 시 허용기준을 만족하는지 평가하는 것이다. 사고는 그 결과의 심각성에 따라 3단계로 나뉘는데, 사고의 진행 현상을 분석하기 위하여 개발된 사고해석용 컴퓨터 코드를 이용하여, 원자로 및 관련계통의 복잡한 거동, 외부로 누출된 방사성물질에 의한 피폭량을 계산함으로써 결정할 수 있다.
- 확률론적 안전해석(PSA) : 노심 및 격납건물 손상의 발생빈도를 추정하고, 그에 따라 누출되는 방사성 물질이 인근 주민의 건강에 미치는 영향을 정량적으로 평가하는 방법이다. 원래 미항공우주국(NASA)에서 우주선의 안전성평가를 위해 개발된 방법으로서, 1970년대 말 미국에서 최초로 원전의 새로운 안전성평가 기법으로 적용되었으며(WASH-1400 보고서), 1978년에 발생한 미국 스리마일(TMI) 원전사고를 정확히 예측하여 각광을 받기 시작하였다. 1980년대 이후 전 세계적으로 기존의 결정론적 안전해석을 보완하는 수단으로 광범위하게 활용되고 있다. 한국은 2001년 발표된 중대사고 정책에 따라, 모든 가동 및 건설원전에서 최소한 2단계 이상의 PSA를 수행한 바 있으며, 현재 PSA 수행의 단계 및 범위는 점점 확장되는 추세이다. 평가 범위는 3단계로 구분된다. 노심손상빈도를 평가하는 1단계, 노심손상 이후 격납건물 손상빈도를 평가하고, 격납건물 외부로의 방사성 물질 누출빈도를 평가하는 2단계, 누출된 방사성 물질이 인근 주민의 건강에 미치는 방사선학적 영향을 정량적으로 평가하는 3단계가 그것이다. 이 외에도 사고 발생 원인에 따라 내부사건과 외부사건, 사고 발생 시 원전의 출력에 따라 전출력과 정지‧저출력 PSA로 구분한다.

### 원자력 안전문화
원자력 안전문화란 용어는 1986년 체르노빌 원전사고의 원인에 대하여 국제원자력기구를 중심으로 국제적인 전문가들의 논의 과정에서 처음으로 등장했다. 1988년 국제원자력기구가 발간한 <원자력발전소 기본안전원칙(INSAG-3)>에서 안전문화를 가장 우선적인 안전원칙으로 제시하면서 공식화되었으며, 1991년 <안전문화(INSAG-4)>에서 안전문화의 개념을 정의하고, 효과적인 안전문화를 실천하기 위한 특성들을 제기하였다.
국제원자력기구는 <INSAG-4> 문서에서 안전문화를 ‘원자력 안전을 최우선으로 고려하는 조직과 개개인의 품성과 자세가 결집된 것’으로 정의하였으며, 안전문화가 조직체제와 각 경영계층의 책임, 조직체제에 속하는 각 계층 종사자의 태도의 두 가지 일반적인 요소로 구성되며, 조직체제와 책임은 정책차원과 관리자차원으로 구성된다고 제시하였다.
미국은 2011년 안전문화 정책성명을 공표하여, 안전문화를 ‘인간과 환경의 보호를 보장하기 위해 다른 경쟁적인 목표들보다 안전성을 우선적으로 강조하는 경영진과 각 개인들의 집단적 약속에 기인하는 핵심가치와 행위’로 정의했다. 그리고 경영층의 안전가치와 이행, 문제파악과 해결, 개인의 책임, 작업절차, 지속적 학습, 문제점을 제기하는 환경, 효과적 의사소통, 존중의 업무환경, 의문을 제기하는 자세 등 9가지를 바람직한 안전문화의 속성으로 제시하였다.

### 원전의 수명 및 계속운전 제도
원자력발전소의 수명은 운영허가기간 또는 설계수명기간으로 구분할 수 있다. 운영허가기간이란 원자력사업자가 규제기관으로부터 인‧허가 절차에 따라 운영을 허가 받은 기간을 의미한다. 설계수명기간은 발전소 설계에서 설정한 운영의 목표기간으로, 발전소의 안전과 성능 기준을 만족하면서 안전성 평가에 의하여 설정된 운전 가능한 최소한의 기간을 의미한다. 설계수명 기간은 발전소의 기기공급 기관과 설계기관의 기술과 경험에 의하여 결정되며, 실제 운전 가능한 기간은 정비와 보수, 관리, 고장 이력 등의 운영 경험과 환경 조건에 따라 달라질 수 있다. 계속운전이란 운영허가(설계종료)가 만료된 원자력 발전소의 안전성을 원자력발전법으로 규정한 기술 수준에 따라 평가하여 만족한 경우, 운영허가기간 만료일 이후에도 운전을 계속하는 것을 말한다.
원전의 일반적 설계수명은 경수로는 40년, 중수로는 30년이며, 최근 설계의 보완과 강화된 재료의 사용 등으로 60년 수명의 신형 원자로도 개발되었다. 미국 NRC(원자력규제위원회)는 설계수명은 최초 원전운영 허가기간으로 기술적인 문제가 아닌 원자력 시설의 경제성과 독과점규제 측면에서 설정된 기간으로 정의하고 있다. 예컨대, 미국의 원전 운영허가기간이 40년으로 제한된 것은 기술적 제한보다는 당초 투자자금의 회수 등을 고려하여 60년을 주장한 전력사업자의 주장과, 독점금지의 이유로 20년을 주장한 법무부 주장 간 타협의 산물이다라는 것이다. 1956년 세계 최초의 상업용 원자력 발전소인 영국 콜더홀 원전이나 미국 원전 첫 설계수명은 개발자가 제시한 기계수명을 근거로 작성되었으나, 원자력 기술의 발전과 경험 축적과 함께 원자로의 수명 연장이 안전에 무리 없다는 판단이 되자, 수명연장을 하였다. 콜더홀 경우는 50년까지 연장을 받았다.
대한민국은 2005년 9월 원자력법 시행령(제42조 2~5)과 동법 시행규칙(제19조의 2~3)을 개정하여 계속운전의 법적 근거를 처음으로 마련하였다. 원전사업자가 원전 계속운전 인·허가를 신청하기 위해서는 설계수명 기간 만료일을 평가 기준일로 하여, 평가기준일로부터 5년 내지 2년 이전에 평가보고서를 원자력안전위원회에 제출하여야 한다. 원자력안전위원회는 평가보고서를 제출받은 경우에 업무 위탁기관인 한국원자력안전기술원에서 18개월 이내에 심사하고, 그 결과를 원전 운영자에게 통보한다. 한국의 계속운전 안전성 평가 기준은 2005년 9월에 국제원자력기구(IAEA)가 제시한 국제적 안전기준(10년 주기 주기적안전성평가(PSR))을 토대로 도입되었다. IAEA는 가동원전의 안전수준 저하를 방지하고 일정 주기로 수행하는 제도를 마련하는 것이 효과적 방안이라는 전제 하에, 주기적안전성평가(PSR)제도에 관한 안전지침을 개발하여, 이를 원전 운영국이 적극 활용하도록 권장하였다. 따라서 2016년 기준으로, 안전성 평가 기준은 IAEA PSR 기준인 원자로시설의 설계사항 등 14개 분야 68개 항목을 평가하도록 되어 있고, 추가로 미국 NRC 운영허가 갱신기준인 주요기기 수명평가 및 방사선환경영향평가로 10개 분야 77개 항목을 법적 최소 항목으로 평가하도록 되어 있다.
미국의 경우, 법적으로 최초 운영허가 기간을 40년으로 명시하고 있으며, 최대 20년 단위로 계속운전을 허용하고 있다. 비록 PSR 결과에 근거한 운영허가 갱신제도는 아니지만, 원자력규제위원회(NRC)는 지속적으로 원전의 안전성을 모니터링하여 안전성에 의심이 가는 원전에 대해서는 운영허가 갱신 이후에도 가동을 정지시킬 수 있다.
영국, 프랑스, 스웨덴 등 유럽 국가들은 운영허가 기간에 대한 명확한 법적 규정이 없고, 투명하고 객관적인 PSR 결과에 근거하여 10년 주기로 계속운전을 허용하고 있다. PSR을 수행하는 거의 대부분의 국가들은 설계수명을 법적으로 규정하지 않고 있으나 헝가리와 벨기에는 각각 30년, 40년으로 규정하고 있다.
일본은 후쿠시마 사고 이후, 법적 설계수명을 40년으로 규정하고, 40년 가동 이후 면허갱신 심사를 통해 20년 연장을 1회 허용하는 제도를 PSR제도와 병행하고 있다.
중수로형의 캐나다 초창기 원전은 보통 30년, 최근의 원전은 40년의 설계수명을 갖도록 설계되었으며 운영허가기간은 별도로 규정되지 않고 있다. 계속운전 인·허가 시 사업자의 25년 이상 계속운전 의향을 승인하고, 인·허가를 3~5년마다 갱신하는 제도를 채택하고 있다.
러시아의 경우, 원전 규제기관(Rostekhnadzor)이 운영허가 기간(설계수명)을 30년으로 규정하고 있으며 운영허가 갱신 기간은 노형별로 15~25년이다. 원전 사업자는 운영허가 갱신에 요구되는 사항을 준비하여 규제 기관에 제출하고, 규제 기관은 운영허가 갱신이 승인된 후에도 지속적으로 안전성 검사를 수행하며 만약 안전성에 문제가 있다고 판단되면 발전기 가동 정지 명령을 내릴 수 있다.
다음 표는 OECD 주요 국가들의 2010년 감가상각비 10 %를 적용하였을 때 발전 비용을 나타낸 도표이다. 단위는 센트/kWh이다.
| 국가   | 원자력  | 석탄    | 석탄(CCS) | 가스(CCGT) | 풍력     |
| ------ | ------- | ------- | --------- | ---------- | -------- |
| 프랑스 | 9.2     | -       | -         | -          | 12.2     |
| 독일   | 8.3     | 8.7-9.4 | 9.5-11.0  | 9.3        | 14.3     |
| 일본   | 7.6     | 10.7    | -         | 12.0       | -        |
| 한국   | 4.2-4.8 | 7.1-7.4 | -         | 9.5        | -        |
| 미국   | 7.7     | 8.8-9.3 | 9.4       | 8.3        | 7.0      |
| 중국   | 4.4-5.5 | 5.8     | -         | 5.2        | 7.2-12.6 |
| 러시아 | 6.8     | 9.0     | 11.8      | 7.8        | 9.0      |

## 세계의 원자력 발전소 추세
1950년대에 연구원들은 2000년까지 적어도 1,800개의 원자력 발전소가 건설되고, 전 세계 21 %의 상업용 에너지를 충당하고 전 세계 대부분의 전력을 생산할 것으로 예측하였다. 하지만 지난 60년간 전 세계 정부의 감축안이 여러차례 적용되어 2조 달러의 정도의 예산이 투자되었고, 2007년 기준 30여개국에 439개의 원자로가 전 세계 30여개국에서 전 세계 6%의 상업용 에너지와 16%의 전력을 생산하고 있다. 특히 프랑스에서는 안전설비 아래 74.79 %(2012년 총량 404900.00 GWh)의 전력이 원자력 발전으로 생산되고 있으며, 대한민국에서는 30.37 %(2012년 총량 143547.87 GWh)의 전력이 원자력 발전으로 생산되고 있다.
세계원자력협회(WNA, World Nuclear Association)와 국제원자력기구(IAEA)에 따르면, 2017년 1월 기준으로, 전 세계 30개국에서 가동 중인 원전은 449기로 총 발전용량은 약 392GWe이고 건설 중인 원전이 60기, 향후 건설 계획 중인 원전이 164기이다.
또 국제에너지기구(IEA, International Energy Agency)의 세계에너지전망(World Energy Outlook)에 의하면, 2014년 기준 379GW인 원자력발전 용량은 2040년까지 60%가량 증가해, 624GW에 이를 전망이다. 또한 세계원자력협회에 의하면 2030년까지 266기의 원전 건설과 1조 2,000억 달러의 투자가 전망되며, 이 중 아시아 투자가 절반가량인 7810억 달러를 차지할 것으로 보인다.
<연령대별 세계 원전 운영 현황(2016년 12월 기준)>
| 가동 연수      | 기수(기) | 비중(%) |
| 10년 미만      | 49       | 11      |
| 10 ~ 20년 미만 | 39       | 9       |
| 20 ~ 30년 미만 | 90       | 20      |
| 30 ~ 40년 미만 | 192      | 43      |
| 40년 이상      | 80       | 17      |
| 합계           | 450      | 100     |

<30년 이상 운영 중인 세계 원전 현황(2016년 12월 기준)>
| 운영 연수 기준 | 운영 연수 기준 | 운영 연수 기준 |
| -------------- | -------------- | -------------- |
| 구분           | 30년 이상 운영 | 40년 이상 운영 |
| 기수(기)       | 272            | 80             |
| 비중(%)        | 60             | 18             |

| 설비용량 기준 | 설비용량 기준  | 설비용량 기준  |
| ------------- | -------------- | -------------- |
| 구분          | 30년 이상 운영 | 40년 이상 운영 |
| 용량(MW)      | 229,506        | 54,566         |
| 비중(%)       | 58             | 14             |

다음은 세계의 주요 원전 수출국들이다.

### 미국
1950년대부터 원전 시장에서 독점적 지위를 유지하였다. 미국의 웨스팅하우스는 서방 세계 최초로 1957년 펜실베니아 쉬핑포트에 건설된 상업용 가압경수로를 설계한 이후, 세계에서 운전 중인 원전을 가장 많이 공급러한 회사로 전 세계의 가동 원자력발전소 중 50% 이상을 공급했다. 제너럴 일렉트릭은 비등경수로를 개발하여 미국 내에 건설함은 물론 일본을 비롯한 여러 나라에 수출하였다. 스리마일섬(Three Mile Island) 원전 사고가 발생하자 원자력산업이 침체되었으나, 2000년대 중반에 미국 내에서 원전 건설이 재개되었으며, 제3세대 원자로인 AP1000 4기를 중국에 수출하여 현재 건설이 진행되고 있다.

### 프랑스
1970년대부터 정부의 주도 하에 미국의 기술을 도입하여 꾸준히 원전을 건설한 결과 원자력과 관련된 원천 기술, 건설, 수출 능력을 두루 갖추고 있다. 특히, 세계 최대 기업인 아레바 그룹은 가압경수로 부문에서 미국의 웨스팅하우스와 함께 세계 시장을 양분하고 있다. 프랑스는 한국, 영국, 브라질, 남아공, 불가리아에 원전을 수출하였으며, 현재는 아레바가 개발한 제3세대 원자로인 EPR을 중국 및 핀란드에 수출하여 건설이 진행 중이다.

### 러시아
1954년 6월 오브닌스크 상업용 원전을 가동하여 세계 최초로 원자력 발전을 시작하였고, 자체 기술을 개발하여 주변 공산주의 국가에 원자로를 건설하거나 기술을 전수하여 왔다. 원전 건설·수출기업인 로사톰은 가압경수로(VVER 1000)를 자체 개발하였으며 이란, 터키, 중국 및 베트남, 몽골 등에 이를 수출하였다.

### 캐나다
1960년대 초반 천연우라늄을 사용하는 캔두(CANDU) 원자로를 독자기술로 개발하여, 자국에 22개의 원자력발전소를 건설하여 이중 19기를 현재 운영하고 있으며, 인도, 중국 등의 신흥국 시장에 활발히 수출하고 있다.

## 대한민국의 원자력발전소

대한민국의 원자력 발전소.

대한민국에서는 1978년 4월 최초의 상업 원자력 발전소인 고리원자력발전소 1호기가 상업용 발전을 시작하였으며, 2019년 기준으로 23기의 운영 중에 있고, 5기가 건설 중이며, 전체 전력의 약 30%를 공급하고 있다. 국내 원전산업의 초기단계에는 외국 전문회사의 주도하에 원전사업을 추진했으나, 1980년대 초 원전 주요기기와 핵연료기술 국산화를 달성하였고, 한빛 3·4호기 건설을 통해 원전건설기술 자립을 달성하였다. 그리고 이를 바탕으로 2009년에는 UAE에 상용원전 APR1400을 수출하였다. 2015년 정부는 부산, 울산 지역 주민들의 고리1호기폐쇄범시민운동에 고리 1호기 영구정지를 발표했다. 하지만 2016년 신고리 5, 6호기 건설을 시민반대로 인하여 철수하였다.

## 같이 보기
- 국제 원자력 사고 등급(INES)
- 노심 용해
- 차이나 신드롬